# هونناسگیریا
هونناسگیریا (به لاتین: Hunnasgiriya) یک منطقهٔ مسکونی در سری‌لانکا است که در استان مرکزی (سری‌لانکا) واقع شده‌است. هونناسگیریا ۹۰۰ متر بالاتر از سطح دریا واقع شده‌است.